# Torneo de Liubliana 2023
El WTA Zavarovalnica Sava Ljubljana 2023 fue un torneo de tenis profesional jugado en canchas de tierra batida. Se trató de la 1.ª edición del torneo que formó parte de los Torneos WTA 125s en 2023. Se llevó a cabo en Liubliana, Eslovenia, entre el 4 al 10 de septiembre de 2023 sobre pista de tierra batida.

## Cabezas de serie

### Individuales
| Tenista          | Ranking | Preclasificada |
| Anna Schmiedlová | 64      | 1              |
| Aliona Bolsova   | 113     | 2              |
| Dalma Gálfi      | 116     | 3              |
| Tamara Zidanšek  | 118     | 4              |
| Marina Bassols   | 136     | 5              |
| Kaja Juvan       | 145     | 6              |
| Raluca Șerban    | 136     | 7              |
| Erika Andreeva   | 160     | 8              |

- Ranking del 4 de septiembre de 2023.

### Dobles
| Tenista                           | Ranking | Preclasificada |
| Aliona Bolsova Andrea Gámiz       | 160     | 1              |
| Weronika Falkowska Katarzyna Kawa | 191     | 2              |
| Amina Anshba Quinn Gleason        | 209     | 3              |
| Freya Christie Yuliana Lizarazo   | 232     | 4              |

## Campeonas

### Individuales femeninos
Marina Bassols venció a  Zeynep Sönmez por 6-0, 7–6(2)

### Dobles femenino
Amina Anshba /  Quinn Gleason vencieron a  Freya Christie /  Yuliana Lizarazo por 6–3, 6–4